# Living Proof
A Living Proof Cher amerikai énekesnő huszonötödik stúdióalbuma, melyet 2001 novemberében Európában, és 2002 decemberében Amerikában adtak ki a Warner Bross és a WEA Records által. Az album európai ütése a The Music's No Good Without You, az amerikai és ausztrál pedig a Song For The Lonely, mely az első kislemez az albumról. Az albumból világszerte 7 millió példány fogyott, ami jelentős visszaesést jelentett az előző Believe album eladási számához képest (21 millió db, a harmadik legsikeresebb album női előadótól), de még így is az évtized egyik legsikeresebb albuma lett.

## Információ
Az album két legerősebb száma a The Music's No Good Without You és a Song For The Lonely volt. Az előbbi inkább Európában és Ausztráliában, az utóbbi csak az USA-ban aratott sikert. A Song For The Lonely Európában csak a #85. helyezést érte el. Az album sikeressége vitatott, ezt bizonyítja, hogy maga a nagylemez csak mérsékelt sikert ért el, de a kislemezek, többek között When the Money's Gone/Love One Another kislemez kapott egy Grammy jelölést, és világrekordot döntött sikeressége miatt, de amikor leválasztották külön kislemezzé a When the Money's Gone-t, a Love One Another már nem bírt megállni saját lábon, így annak külön kislemezként való eladását megszakították.
Miután a When the Money's Gone már külön kislemezként került a piacra, az is megbukott, csak a Billboard #112 helyezést érte el. A következő kettő kislemez a A Different Kind of Love Song és az Alive Again volt. Szintén ellentmondásos, hogy a A Different Kind of Love Song kislemez még a Song For The Lonely sikereit is felülmúlta: Európában #12. helyet Amerikában pedig #1 helyig jutott, míg a Believe-hez hasonló ütésként szánt Alive Again teljesen alulmúlta a számításokat, csak a #65-ig jutott el.
Az ausztrál albumba a Love So High, Alive Again, Rain Rain, The Music's No Good Without You és A Different Kind of Love Song című számok eredeti változata került piacra, mint kislemez, de a nagylemez megjelenése előtt, promoként.
Az albumra különböző helyszíneken felkerültek az alábbi bónuszdalok: You take it all, The Look, When You Walk Away.
Az albumot a máig is világrekord sikerességű Living Proof: The Farewell Tour követte, mely három évig tartott.

### Kiemelkedő sikerek
- Kiemelkedő siker volt a Song For The Lonely, mely huszonegy hétig tartotta magát Madonna Another Day-jével szemben az 1. helyen.
- When the Money's Gone/Love One Another kislemez kibocsátása után a Love One Another szinte azonnal szerzett Chernek egy Grammy jelölést bár a díjat Kylie Minogue nyerte el.
- Cher az albumért megkapta a legjobb tánc, a legjobb zenei album és az év legjobb albumának járó World Music Award-ot.

## Számlista
| #   | Cím                                | Közreműködők                            | Hossz |
| --- | ---------------------------------- | --------------------------------------- | ----- |
| 1.  | Song for the Lonely                | Taylor, Paul Barry, Torch               | 4:02  |
| 2.  | A Different Kind of Love Song      | Aberg, Lewis, Ziggy                     | 3:52  |
| 3.  | Alive Again                        | Bracegirdle, Hedges, Ackerman           | 4:19  |
| 4.  | The Music's No Good Without You    | Cher, Thomas, Taylor, Barry             | 4:42  |
| 5.  | Rain, Rain                         | Roche, Peiken                           | 3:34  |
| 6.  | Real Love                          | Cher, Rustan, Eriksen, Hermansen        | 3:54  |
| 7.  | Love So High                       | Capek, Jordan                           | 4:33  |
| 8.  | Body to Body, Heart to Heart       | Warren                                  | 3:58  |
| 9.  | Love Is a Lonely Place Without You | Taylor, Barry, Torch                    | 3:53  |
| 10. | Love One Another                   | Steinberg, Cremers, Nowels              | 3:44  |
| 11. | When You Walk Away"                | Warren                                  | 4:21  |
| 12. | When the Money's Gone              | Roberts, Weiss                          | 3:44  |
| #   | Cím                                | Közreműködők                            | Hossz |
| 1.  | You A Take It All - (Európa)       | Higgins, Chicane, Bracegirdle, McLennan | 4:53  |
| 2.  | The Look - (Japán)                 | Taylor, Barry                           | 4:24  |

## Kislemezek
| Kiadás             | CÍm                             | Elért legjobb helyezés valamely listán |
| ------------------ | ------------------------------- | -------------------------------------- |
| 2001. november 27. | The Music's No Good Without You | #1.                                    |
| 2002. március 19.  | Song For The Lonely             | #1.                                    |
| 2002. június 11.   | Alive Again                     | #16.                                   |
| 2002. augusztus 1. | A Different Kind of Love Song   | #1.                                    |
| 2003. február 4.   | When the Money's Gone           | #1.                                    |
| 2003. február 4.   | Love One Another                | #2.                                    |